# Zabłudów
Zabłudów è un comune urbano-rurale polacco del distretto di Białystok, nel voivodato della Podlachia.
Ricopre una superficie di 339,76 km² e nel 2006 contava 8 448 abitanti.